# メルク郡

メルク郡
Bezirk Melk

メルク郡（メルクぐん、独: Bezirk Melk）は、オーストリアのニーダーエスターライヒ州にある郡（Bezirk; 行政管区とも訳される）。郡庁所在地はメルク。

## 地勢
メルク郡はニーダーエスターライヒ州西部のヴァルトフィアテルとモストフィアテルにまたがる形で位置し、中央を西から東へ横切るドナウ川を境に北部がヴァルトフィアテル、南部がモストフィアテルに属する。東はザンクト・ペルテン＝ラント郡、西はアムシュテッテン郡およびオーバーエスターライヒ州ペルク郡、南はシャイブス郡、北はツヴェットル郡およびクレムス＝ラント郡と接している。

## 市町村
メルク郡には以下の40の市町村（Gemeinde; ゲマインデ）がある。このうちイブス・アン・デア・ドナウ、メルク、ペッヒラーレンおよびマンクの4自治体が市（Stadt）、27自治体が町（Marktgemeinde; 市場町）に指定されている。

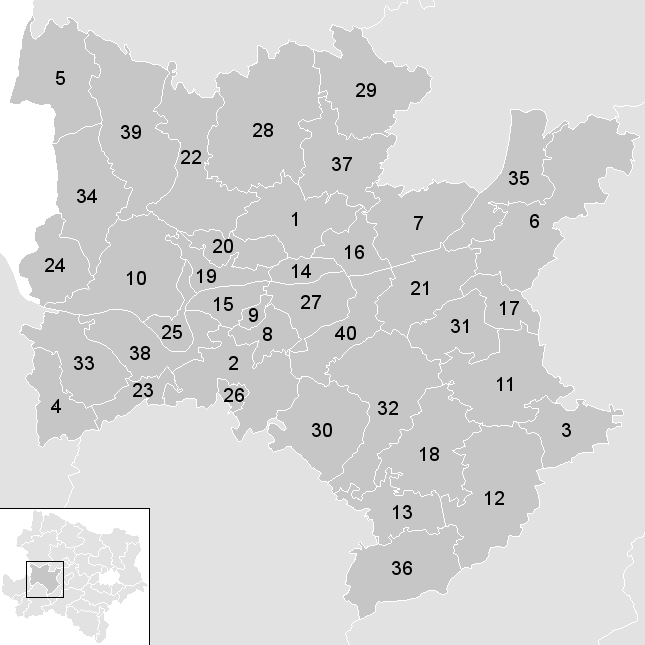
メルク郡各自治体の位置

- アルトシュテッテン＝ペーブリング Artstetten-Pöbring （町）
- ベルクラント Bergland
- ビショフシュテッテン Bischofstetten （町）
- ブリンデンマルクト Blindenmarkt （町）
- ドルフシュテッテン Dorfstetten
- ドゥンケルシュタイナーヴァルト Dunkelsteinerwald （町）
- エンマースドルフ・アン・デア・ドナウ Emmersdorf an der Donau （町）
- エアラウフ Erlauf （町）
- ゴリング・アン・デア・エアラウフ Golling an der Erlauf （町）
- ホーフアムト・プリール Hofamt Priel
- ヒュルム Hürm （町）
- キルプ Kilb （町）
- キルンベルク・アン・デア・マンク Kirnberg an der Mank
- クライン＝ペッヒラールン Klein-Pöchlarn （町）
- クルムヌスバウム Krummnußbaum （町）
- ライベン Leiben （町）
- ロースドルフ Loosdorf （町）
- マンク (オーストリア) Mank （市）
- マールバッハ・アン・デア・ドナウ Marbach an der Donau （町）
- マリーア・ターフル Maria Taferl （町）
- メルク Melk （市）
- ミュニヒライト＝ライムバッハ Münichreith-Laimbach
- ノイマルクト・アン・デア・イプス Neumarkt an der Ybbs （町）
- ネヒリング Nöchling （町）
- ペルゼンボイク＝ゴッツドルフ Persenbeug-Gottsdorf （町）
- ペッツェンキルヒェン Petzenkirchen （町）
- ペッヒラールン Pöchlarn （市）
- ペッグシュタル Pöggstall （町）
- ラクセンドルフ Raxendorf （町）
- ループレヒツホーフェン Ruprechtshofen （町）
- ショラッハ Schollach
- シェーンビュール＝アックスバッハ Schönbühel-Aggsbach （町）
- ザンクト・レオンハルト・アム・フォルスト St. Leonhard am Forst （町）
- ザンクト・マルティン＝カールスバッハ Sankt Martin-Karlsbach （町）
- ザンクト・オスヴァルト Sankt Oswald
- テクシングタール Texingtal
- ヴァイテン Weiten （町）
- イプス・アン・デア・ドナウ Ybbs an der Donau （市）
- イスペルタール Yspertal （町）
- ツェルキング＝マッツラインスドルフ Zelking-Matzleinsdorf